# Урзіка (Вилча)
Урзіка (рум. Urzica) — село у повіті Вилча в Румунії. Входить до складу комуни Сінешть.
Село розташоване на відстані 186 км на захід від Бухареста, 47 км на південний захід від Римніку-Вилчі, 65 км на північ від Крайови.

## Населення
За даними перепису населення 2002 року у селі проживали 360 осіб, усі — румуни. Усі жителі села рідною мовою назвали румунську.